# Yeşilvadi, Serik
Yeşilvadi là một xã thuộc huyện Serik, tỉnh Antalya, Thổ Nhĩ Kỳ. Dân số thời điểm năm 2011 là 173 người.